# 和碩公主
和碩公主（穆麟德轉寫：hošo -i gungju）是清朝皇帝庶女的正式封號，「和碩」是滿語「桌子一角」的「角」之意:109。
後金努爾哈赤時代，皇女及宗室女無正式冊封。均統稱格格。其子皇太極繼位後，於崇德元年（1636年），始倣明制，皇女和宗室女開始正式的被冊封為“公主”。但由於制度不完善，不是所有皇女都有正式冊封。如皇太極第十二女（庶女）僅有鄉君品級，未封公主。至順治帝時代，公主冊封制度已完善。嫡女封“固倫公主”，庶女封「和碩公主」。和硕公主的丈夫即称和硕额驸。
在清朝，除皇帝的庶皇女會被封為和碩公主，不少親王或宗室之女因被撫養在宮中而成為皇帝的養女，會被加封為和碩公主。如顺治帝堂侄女、养女和硕柔嘉公主，雍正帝侄女、養女和碩和惠公主。现代研究者认为，这是通过“抚育宫中”，给予她们皇帝养女的身份，使其得以破格册封为公主。以在政治联姻中，提高她们丈夫（驸马）的身份和待遇，“实现政治上笼络和控制的目的”。:16